# Парайбуна
Парайбуна (порт. Paraibuna) — муниципалитет в Бразилии, входит в штат Сан-Паулу. Составная часть мезорегиона Вали-ду-Параиба-Паулиста. Входит в экономико-статистический микрорегион Параибуна/Парайтинга. Население составляет 18 574 человека на 2006 год. Занимает площадь 809,794 км². Плотность населения — 22,9 чел./км².
Праздник города — 13 июня.

## История
Город основан 23 июня 1773 года.

## Статистика
- Валовой внутренний продукт на 2003 составляет 100.568.772,00 реалов (данные: Бразильский институт географии и статистики).
- Валовой внутренний продукт на душу населения на 2003 составляет 5.631,90 реалов (данные: Бразильский институт географии и статистики).
- Индекс развития человеческого потенциала на 2000 составляет 0,771 (данные: Программа развития ООН).